# Taenaris mylaecha
Taenaris mylaecha är en fjärilsart som beskrevs av John Obadiah Westwood 1851. Taenaris mylaecha ingår i släktet Taenaris och familjen praktfjärilar. Inga underarter finns listade i Catalogue of Life.